# She Monkeys
She Monkeys (schwedisch Apflickorna) ist ein schwedisches Filmdrama von Lisa Aschan mit Mathilda Paradeiser, Linda Molin und Isabella Lindqvist und erzählt die Geschichte zweier Mädchen, die sich in einer Voltigiergruppe anfreunden. Die Uraufführung war am 31. Januar 2011 beim Göteborg International Film Festival. Der Film wurde bei verschiedenen Filmfestivals gezeigt, darunter die Berlinale, Tribeca und Karlovy Vary. In Frankreich kam der Film am 3. August 2011 in die Kinos, in Schweden am 2. September 2011.
She Monkeys wurde vom Schwedischen Filminstitut gefördert. Das Casting der Hauptdarstellerinnen dauerte vier Monate. Die Schwierigkeit bestand darin Darstellerinnen zu finden, die nicht nur spielen, sondern auch noch voltigieren konnten.

## Handlung
Die 15-jährige Emma erringt einen Platz in einer Wettkampfgruppe im Voltigieren. Sie wird von der erfahrenen Cassandra unter die Fittiche genommen. Emma ist ehrgeizig und arbeitet an ihrer Kraft und Kondition und ist von Cassandras Anmut und Ausgeglichenheit fasziniert. Cassandra zeigt ihr, dass es auch auf andere Dinge ankommt. Die beiden kommen sich näher und es entstehen Konflikte um Eifersucht, Macht und Konkurrenz.